# Elaine Lee
Pour les articles homonymes, voir Lee.
Elaine Lee est une scénariste de comics, une actrice, une metteur en scène et une productrice de spectacles.
Ses comics ont été illustrés par des dessinateurs comme Michael Wm. Kaluta, Charles Vess, James Sherman, Steve Leialoha, Linda Medley et John Ridgeway.
Son roman graphique Starstruck: The Luckless, the Abandoned and Forsaked a été nommé en 1985 pour un Kirby Award dans la catégorie meilleur roman graphique.

## Biographie
Elaine Lee obtient en 1975 un diplôme d'art théâtral au Stephens College. En 2002 / 2003 elle est diplômée en littérature anglaise à l'université de New York.
En 1976, elle déménage à New York et travaille comme actrice. En 1980, elle joue le rôle de Mildred Trumble dans la série The Doctors pour lequel elle reçoit un Emmy en 1980 comme meilleur second rôle féminin.
Elle est l'une des membres fondateurs et directrice artistique du théâtre de Manhattan Wild Hair Productions.
Wild Hair présente d'abord trois pièces écrites et jouées par Elaine Lee et sa sœur Susan Norfleet Lee : Brief Lives, The Contamination of the Kokomo Lounge, and Starstruck. Starstruck, une parodie de science-fiction est jouée à Broadway en off au théâtre N.E.T.W.O.R.K. du 16 avril au 10 mai 1980. 
Starstruck a été adapté en comics, en livre audio et a généré plusieurs spin-off et suites. ENn 1985, il est nommé aux Kirby Awards dans la catégorie meilleur roman graphique.
Lee est auteur et coproductrice dans la société AudioComics qui adapte des comics et d'autres œuvres originales au format audio.
De 1995 à 2008, Elaine Lee écrit et travaille sur des dessins animés pour enfants en Allemagne, au Danemark et en Belgique. Elle a entre autres travaillé sur Stevie Stardust, Troll Tales, et The Mooh Brothers.
Elaine Lee est aussi scénariste de comics et a travaillé pour Marvel Comics, DC Comics, Dark Horse Comics et bien d'autres éditeurs. Parmi ces travaux on peut signaler Indiana Jones and the Spear of Destiny, Prince Vaillant, Ragman et Vamps. Lee a aussi ttravaillé comme coloriste entre autres sur les nouveaux Mutants (Marvel) et The Shadow (Dark Horse). Avec sa sœur elle a cosigné le livre Porch Dogs, sous le pseudonyme de Georgia Sullivan.
Son fils, Brennan Lee Mulligan, est acteur, scénariste et joueur professionnel de Donjons et Dragons.